# Neoramia hoggi
Neoramia hoggi är en spindelart som först beskrevs av Forster 1964.  Neoramia hoggi ingår i släktet Neoramia och familjen trattspindlar. Inga underarter finns listade i Catalogue of Life.